# Liste des communes de la province d'Albacete
Cette liste présente les 87 communes de la province d'Albacete, Castille-La Manche (Espagne).

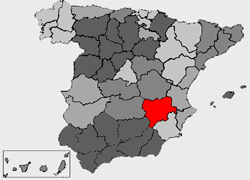
Localisation de la Province d'Albacete

Carte des communes de la province d'Albacete

- Haut – A
- B
- C
- D
- E
- F
- G
- H
- I
- J
- K
- L
- M
- N
- O
- P
- Q
- R
- S
- T
- U
- V
- W
- X
- Y
- Z

## A
- Abengibre
- Alatoz
- Albacete
- Albatana
- Alborea
- Alcadozo
- Alcalá del Júcar
- Alcaraz
- Almansa
- Alpera
- Ayna

## B
- Balazote
- Balsa de Ves
- El Ballestero
- Barrax
- Bienservida
- Bogarra
- Bonete
- El Bonillo

## C
- Carcelén
- Casas de Juan Núñez
- Casas de Lázaro
- Casas de Ves
- Casas Ibáñez
- Caudete
- Cenizate
- Chinchilla de Monte-Aragón
- Corral-Rubio
- Cotillas

## E
- Elche de la Sierra

## F
- Férez
- Fuensanta
- Fuente-Álamo
- Fuentealbilla

## G
- La Gineta
- Golosalvo

## H
- Hellín
- La Herrera
- Higueruela
- Hoya-Gonzalo

## J
- Jorquera

## L
- Letur
- Lezuza
- Liétor

## M
- Madrigueras
- Mahora
- Masegoso
- Minaya
- Molinicos
- Montalvos
- Montealegre del Castillo
- Motilleja
- Munera

## N
- Navas de Jorquera
- Nerpio

## O
- Ontur
- Ossa de Montiel

## P
- Paterna del Madera
- Peñas de San Pedro
- Peñascosa
- Pétrola
- Povedilla
- Pozo Cañada
- Pozohondo
- Pozo-Lorente
- Pozuelo

## R
- La Recueja
- Riópar
- Robledo
- La Roda

## S
- Salobre
- San Pedro
- Socovos

## T
- Tarazona de la Mancha
- Tobarra

## V
- Valdeganga
- Vianos
- Villa de Ves
- Villalgordo del Júcar
- Villamalea
- Villapalacios
- Villarrobledo
- Villatoya
- Villavaliente
- Villaverde de Guadalimar
- Viveros

## Y
- Yeste